# Jako (пісня Ladaniva)
Jako (укр. Жако) — пісня французько-вірменського дуету Ladaniva. Вона була випущена 29 вересня 2023 року в дебютному однойменному альбомі дуету. Ця пісня представляла Вірменію на пісенному конкурсі Євробачення 2024.

## Про пісню
Пісня «Jako» була написана Ladaniva разом з Одрі Леклерком та спродюсована Джаспером Мекельбергом. Назва пісні походить від прізвиська Жаклін Багдасарян. «Jako» була описана як твердження Багдасарян про її «право мислити вільно й бути ким вона хоче бути». Вона критикує суспільство за встановлення штучних обмежень і норм, кажучи, що через це дівчата втрачають уявлення про те, ким вони є насправді, оскільки їм часто кажуть, як діяти. Багдасарян пояснює так: 
«Мене називали „Жако“, коли я була маленькою. У дитинстві мені завжди казали, що дівчата повинні поводитися скромно, нормально одягатися, не говорити зайвого, не робити божевільних вчинків».
Пісню також описують як послання самій Багдасарян та «всім маленьким Жако у світі» слідувати своєму справжньому покликанню та залишатися вірною своїй автентичності, як вона це зробила через своє мистецтво. Далі пісня описується як заклик «вставати й танцювати», що б люди не говорили. Давід Церунян, голова вірменської делегації, пояснює: «Пісня торкається дуже важливого питання, але у веселому та грайливому значенні. Ми сподіваємось надихнути людей у всьому світі прийняти свою внутрішню Жако та приєднатися до цього надихаючого танцю свободи!».

## Пісенний конкурс Євробачення 2024

### Внутрішній відбір
Вірменська заявка на Пісенний конкурс Євробачення 2024 була відібрана AMPTV внутрішньо. У січні 2024 року місцеві та міжнародні ЗМІ повідомили про обрання мовником французько-вірменського музичного дуету Ladaniva. 9 березня 2024 року AMPTV офіційно підтвердили дует як представника на конкурсі з піснею «Jako», представленою 13 березня.

### На Євробаченні
Пісенний конкурс Євробачення 2024 відбувся на Malmö Arena в Мальме, Швеція, і складався з двох півфіналів, які пройшли відповідно 7 і 9 травня, та фіналу 11 травня 2024 року. 30 січня 2024 року відбулося жеребкування, яке визначило, у якому з двох півфіналів, а також у якій половині шоу, виступатиме кожна країна-учасниця на Євробаченні 2024. Вірменія виступала в першій половині другого півфіналу під восьмим номером. 

«Jako» посіла 3 місце у півфіналі зі 137 балами від глядачів, з яких найвища оцінка 12 – від Грузії та Ізраїлю, і кваліфікувалася до фіналу. Там Ladaniva виконали свою пісню дев'ятнадцятими, здобули 82 балів від глядачів (9 місце) і 101 бал від журі (9 місце) та фінішували на підсумковому 8 місці зі 183 балами. Цей результат став для Вірменії найкращим після 2016 року, коли країну представляла Івета Мукучян з піснею «LoveWave», що посіла 7 місце.

Фрагменти виступу на Євробаченні 2024
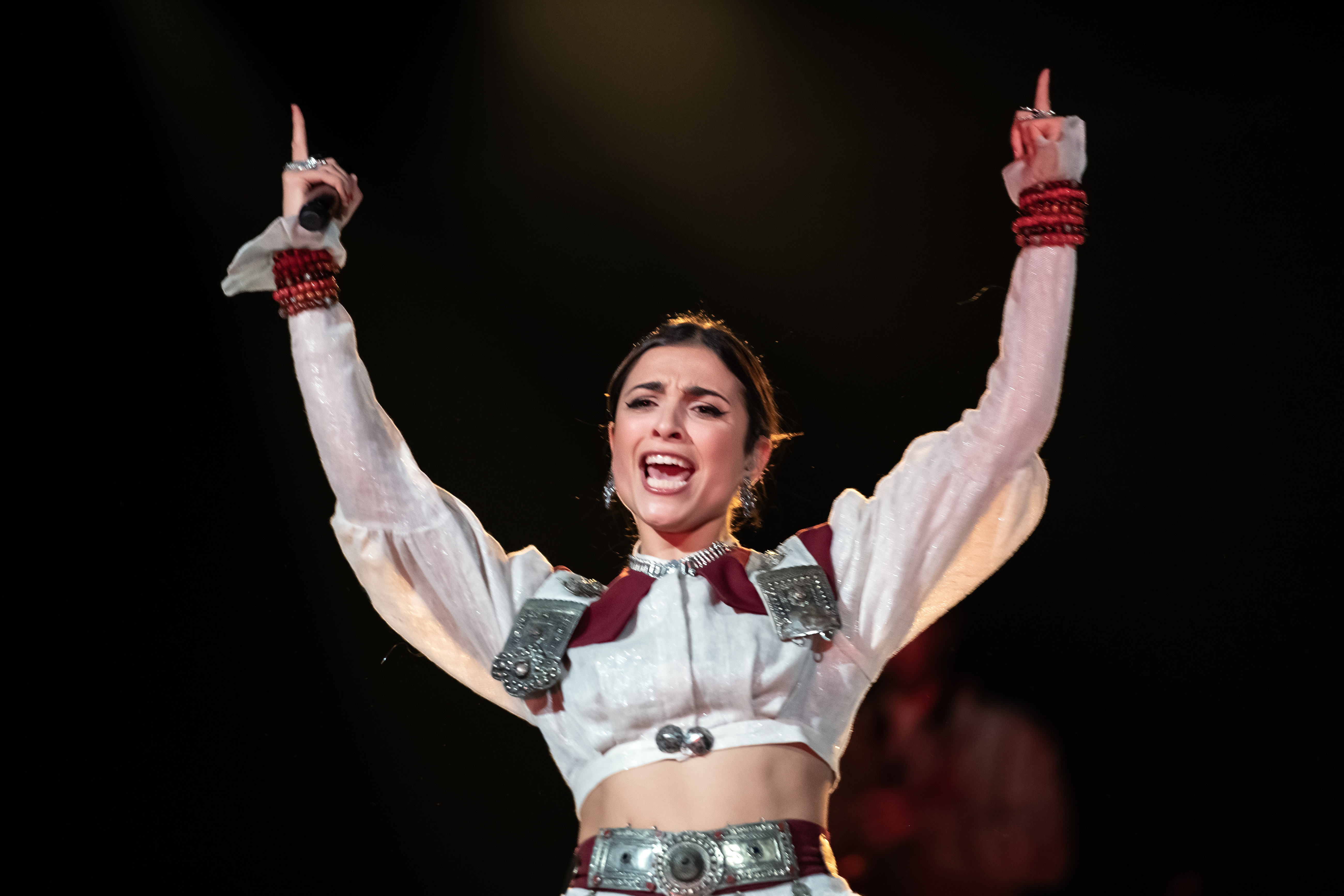
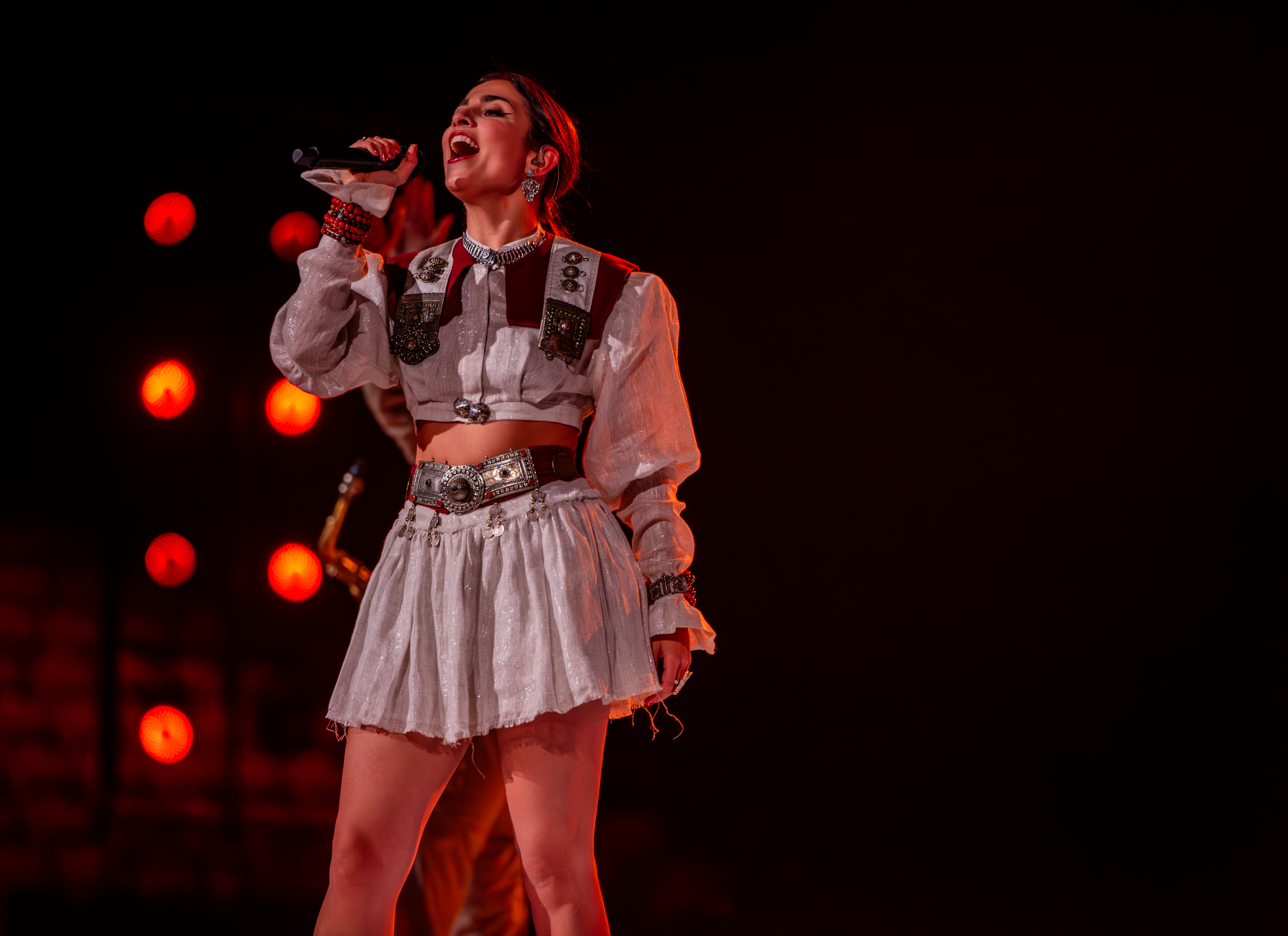
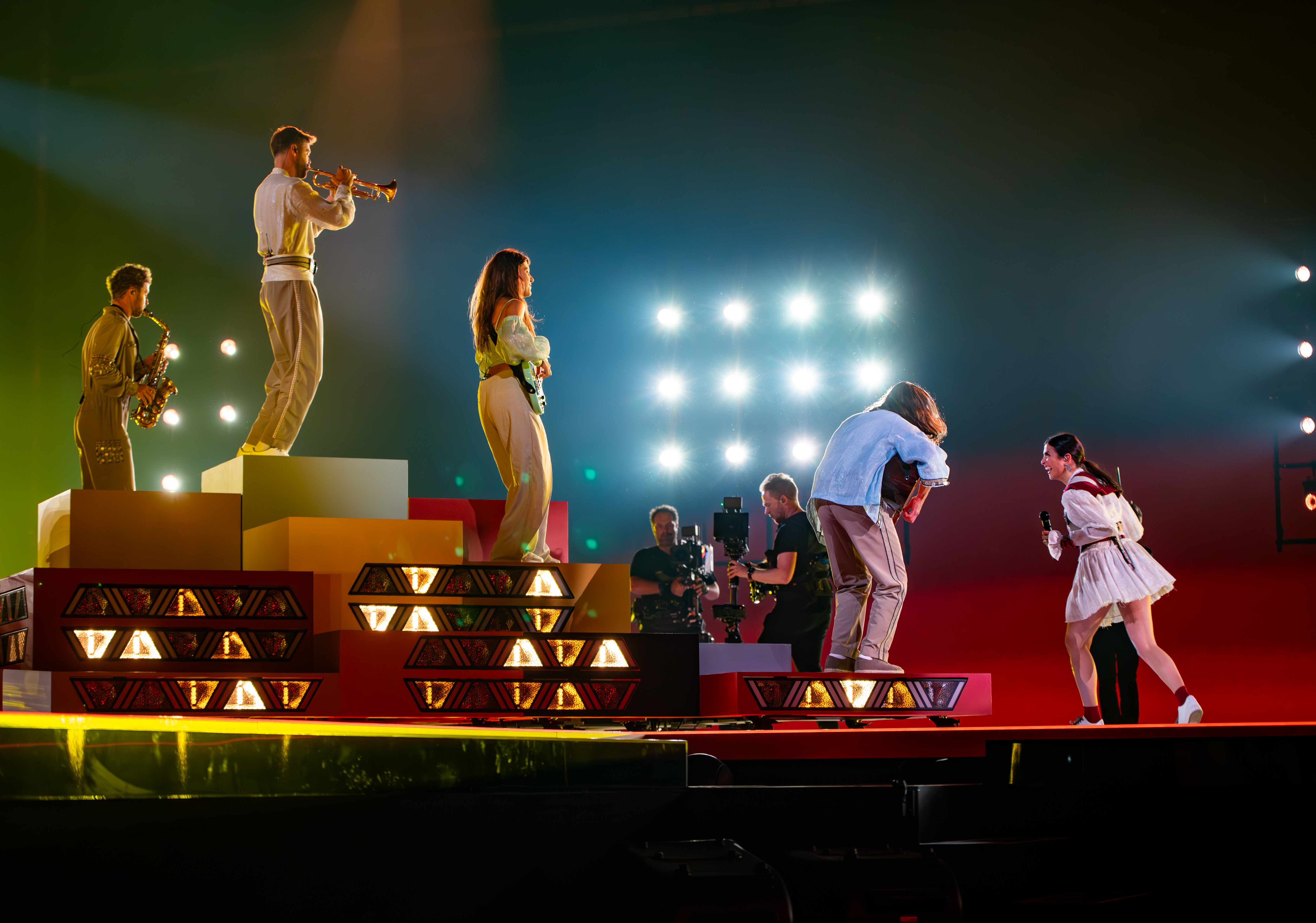
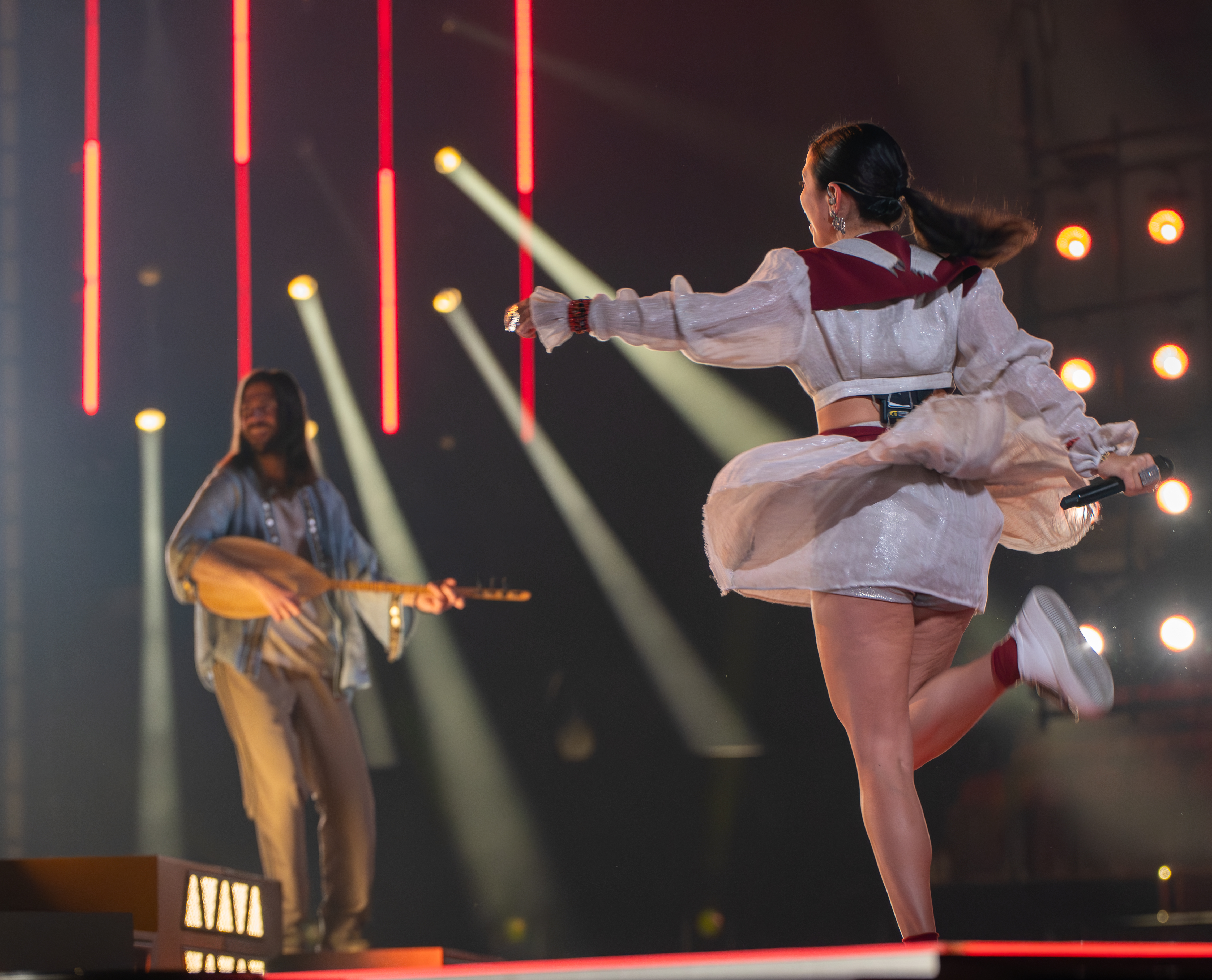
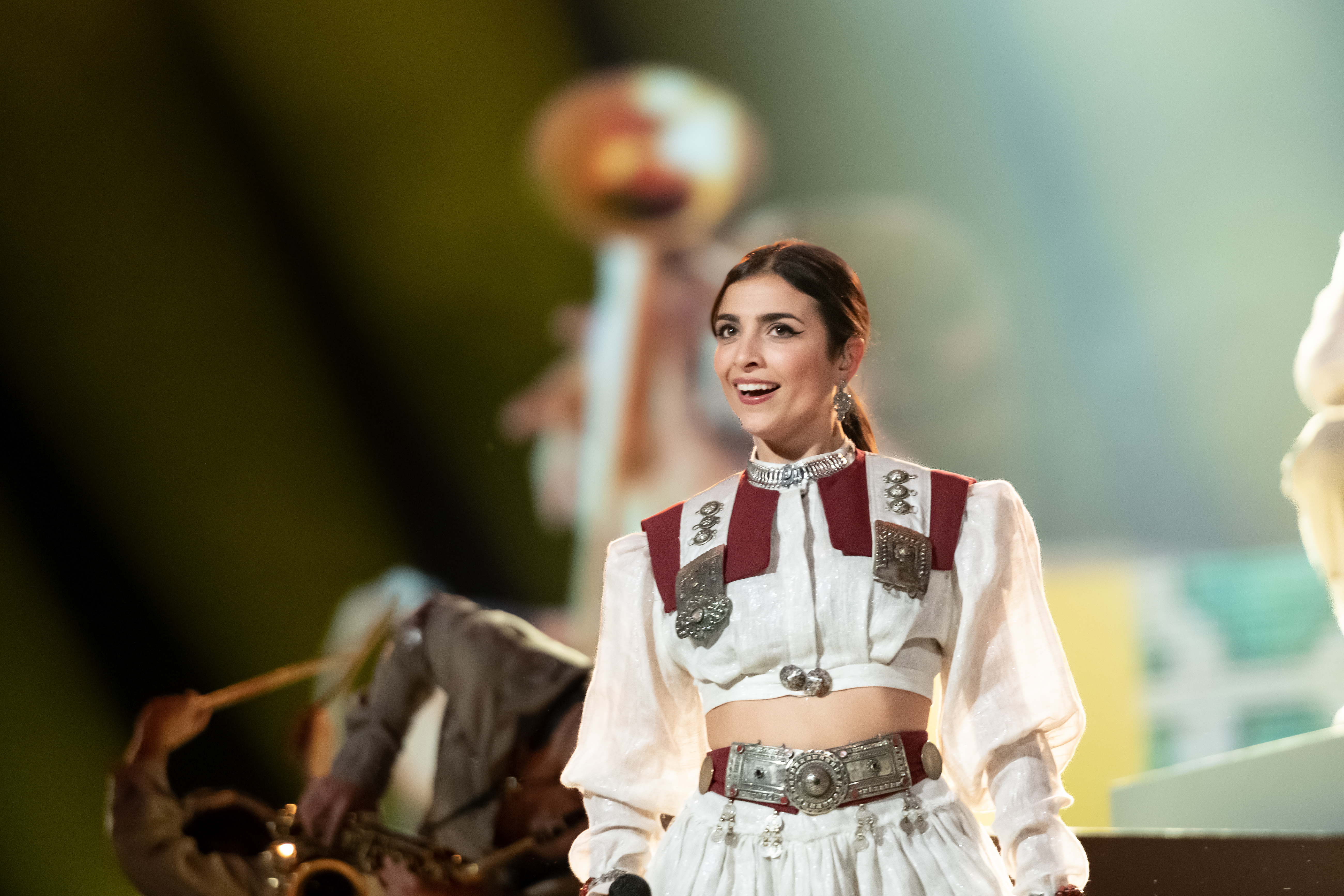
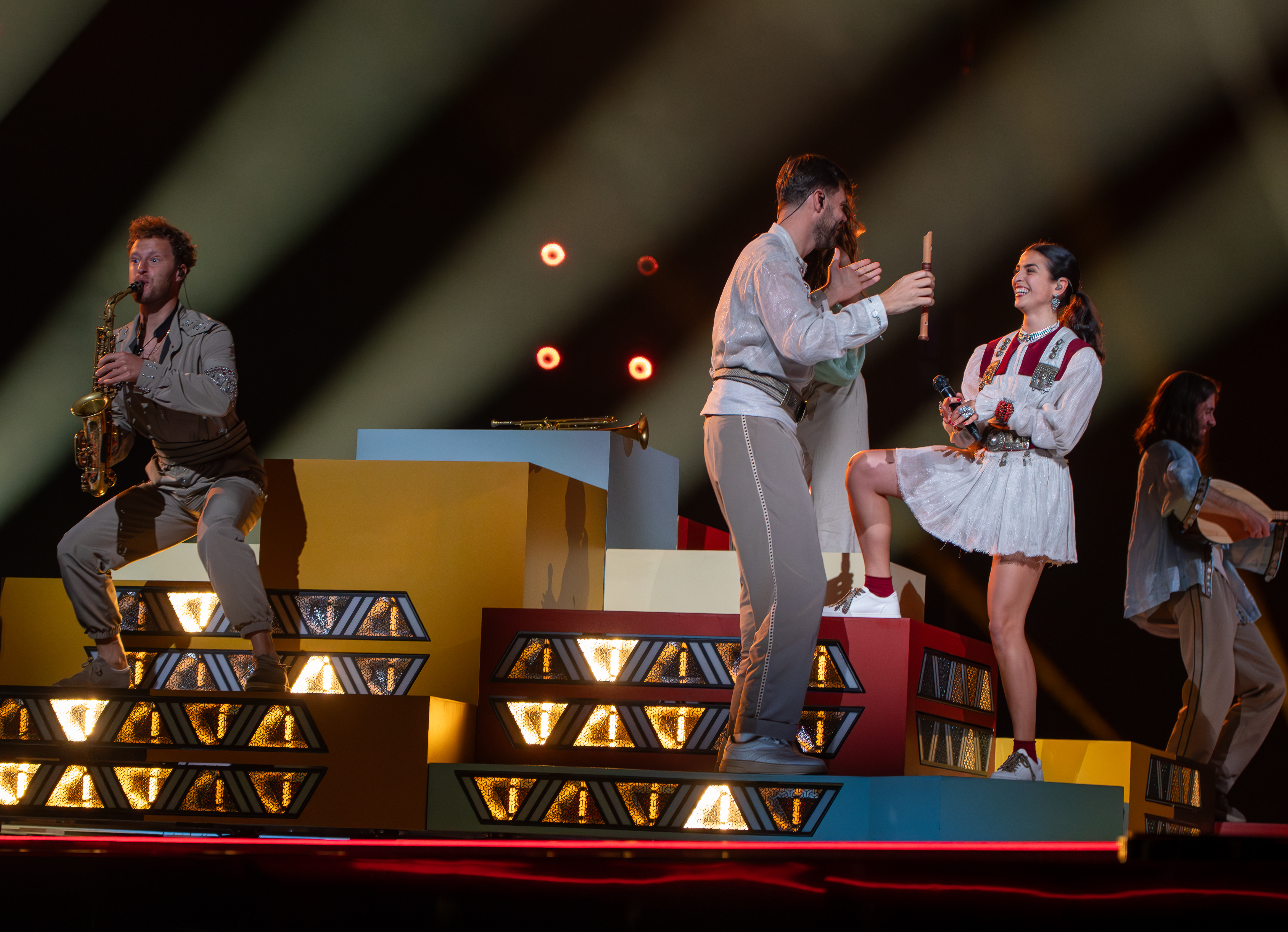
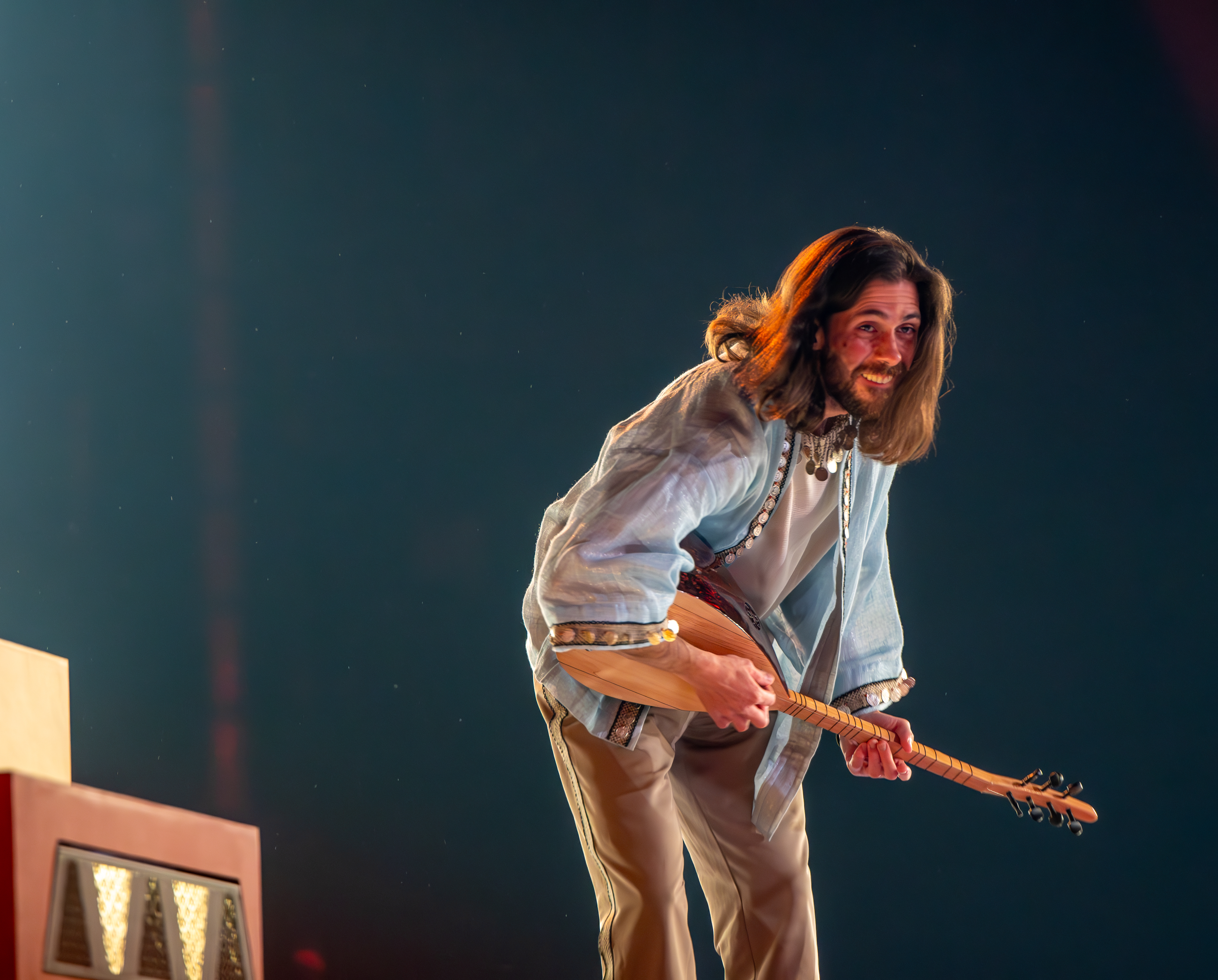
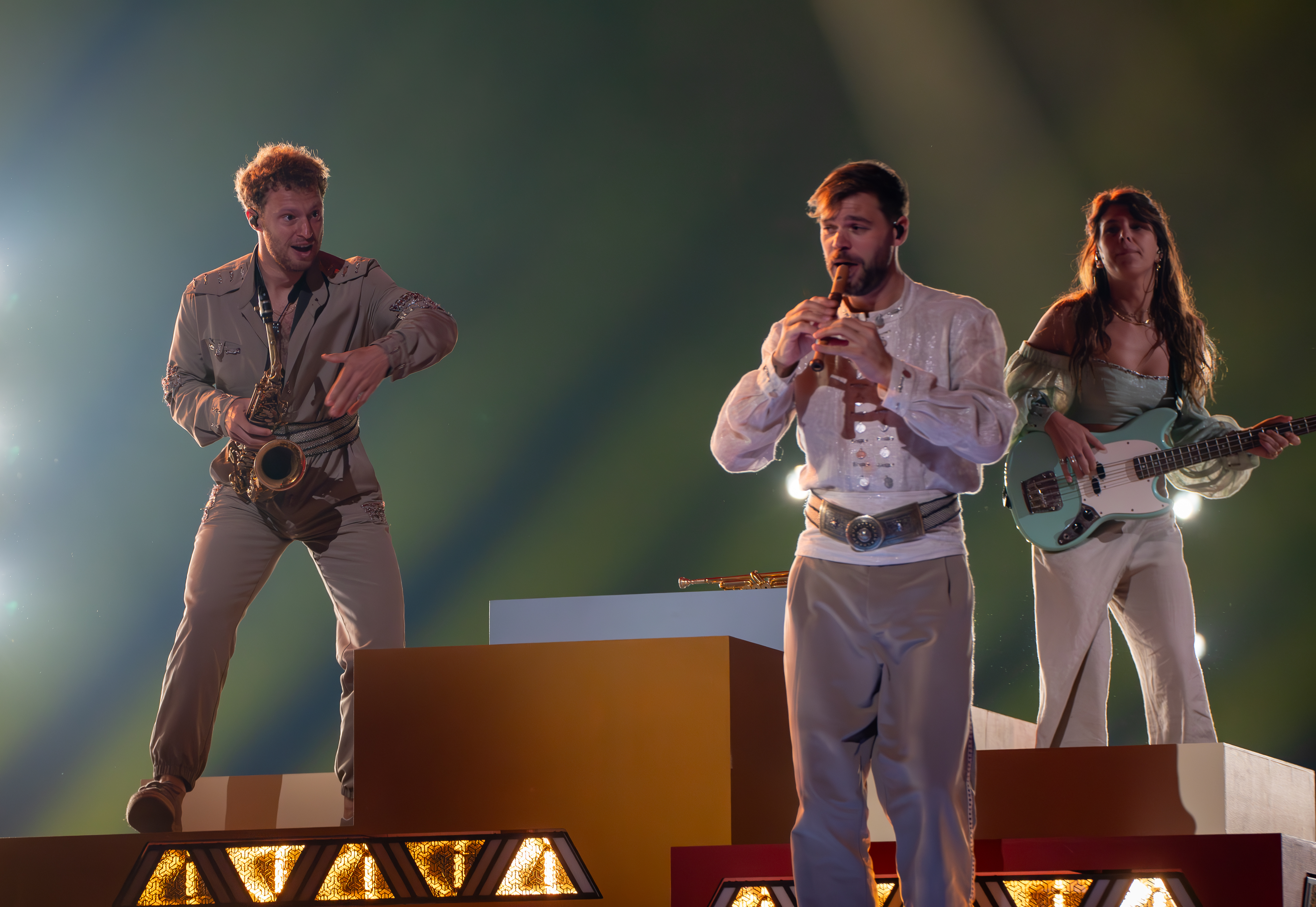
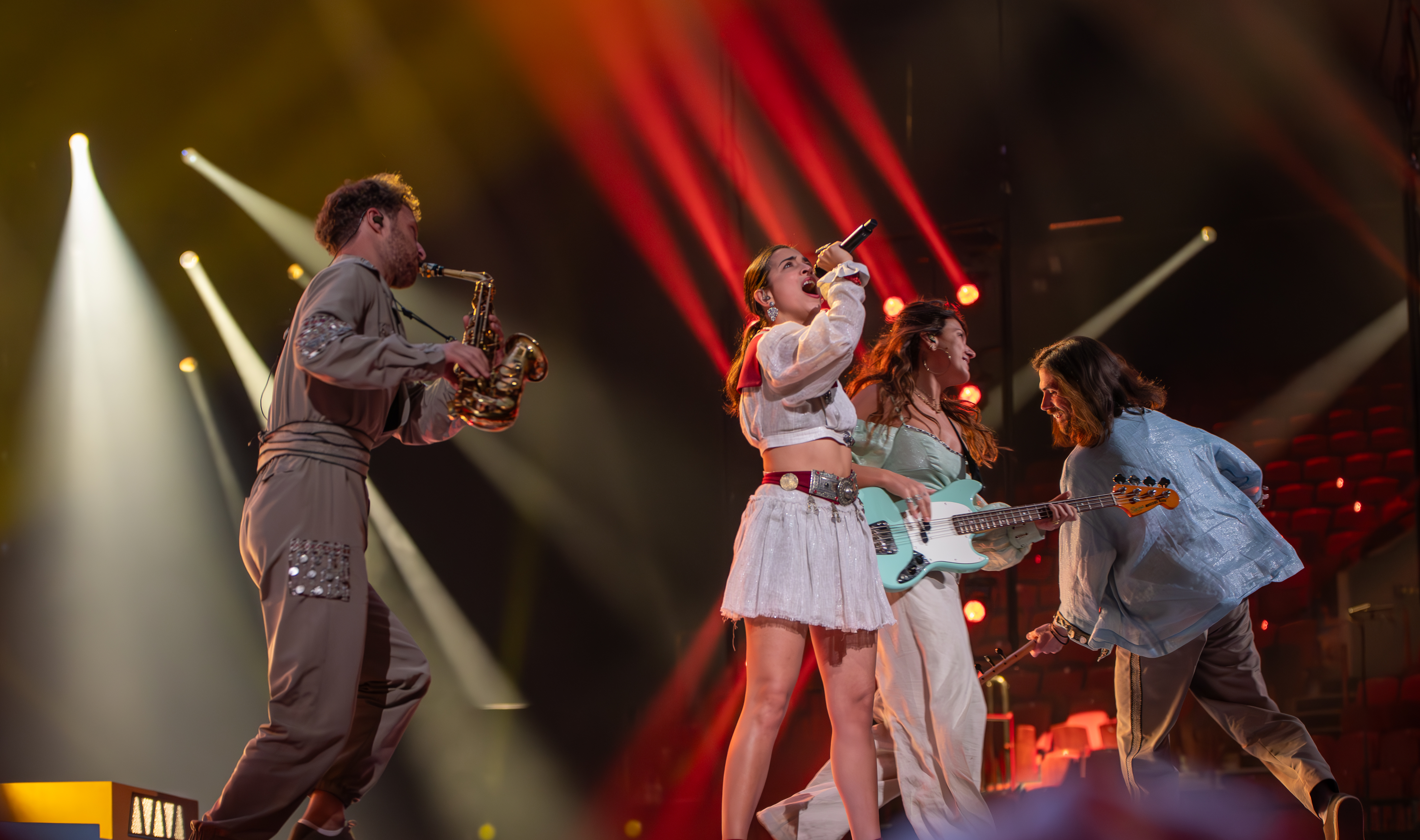